# Sophus Frederik Kühnel
Sophus Frederik Kühnel (født 11. maj 1851 i Sæby, død 13. oktober 1930 i Risskov) var en dansk arkitekt og far til Victor G. Kühnel.
Han arbejdede hos Vilhelm Dahlerup og Ferdinand Meldahl, men flyttede i 1880’erne til Århus for at arbejde som konduktør for W.Th. Walther i forbindelse med restaureringen af Århus Domkirke. Han fik stor betydning for byens arkitektur.
I dag ses hans bygninger flere steder i Århus; Handelsbankens hus på Lille Torv fra 1898 inspireret af italiensk bygningskultur, Mejlborg på Kystvejen, Aarhus Brandstation i Ny Munkegade og Kasinobygning i Rosenkrantzgade (nuværende Svalegangen). Han tegnede også interiøret på Aarhus gamle rådhus.
I forbindelse med Landsudstillingen i Århus i 1909 medvirkede han ved flytningen af den nedrivningstruede Secherske Gård, fra ca. 1597, fra Lille Torv til udstillingens historiske afdeling. Dette blev indledningen til et mangeårigt virke som arkitekt for det senere købstadsmuseum Den Gamle By, som er skabt delvis på Kühnels initiativ. Han stod for flere flytninger af historiske huse til Den gamle By.